# Kij krykietowy

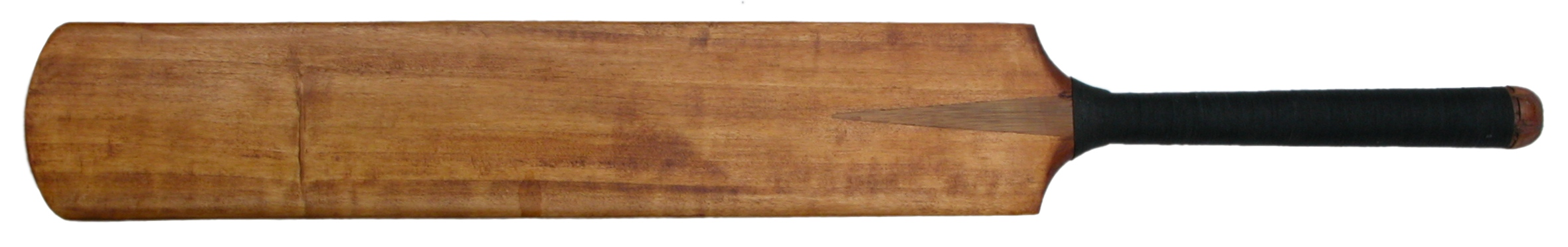
Kij krykietowy

Kij krykietowy – kij używany przez odbijającego podczas gry w krykieta. Tradycyjnie wykonywany jest z wierzby, najczęściej z gatunku wierzby białej znanej w Anglii jako cricket-bat willow. Kije nacierane są olejem lnianym.
Według przepisów krykieta kij (razem z rękojeścią) nie może być dłuższy niż 965 mm (38 cali), a pióro nie może być szersze niż 108 mm (4,25 cala).  Kije zazwyczaj ważą pomiędzy 1,1 do 1,4 kg.
Większość kijów jest sprzedawana w stanie surowym i przed użyciem muszą zostać knocked in, czyli obite specjalnym drewnianym młotkiem; proces "opukiwania" kija zabiera zazwyczaj od 3 do 6 godzin.